# ハリウッド・ミューズ/オリジナルサウンドトラック
ハリウッド・ミューズ/オリジナルサウンドトラック (The Muse )は、1999年に発表されたエルトン・ジョンによるオリジナルサウンドトラックアルバム。

## 解説
シャロン・ストーン主演の1999年の映画『ハリウッド・ミューズ』のサウンドトラック。エルトンが監督アルバート・ブルックスのファンだということから始まった仕事である。
映画劇伴を全曲担当するのは1971年の『フレンズ』以来。

## 収録曲
1. 家路 - Driving Home
2. ユニバーサル撮影所 - Driving To Universal
3. ジャックを訪ねて - Driving To Jack's
4. 恥の伝道 - Walk Of Shame
5. なにか贈り物を - Better Have A Gift
6. 間違った選択 - The Wrong Gift
7. 水族館 - The Aquarium
8. 笑えない話 - Are We Laughing?
9. ちょっと歩こう - Take A Walk With Me
10. どうすりゃいいんだ - What Should I Do?
11. ふたたび水族館へ - Back To The Aquarium
12. 大改装 - Steven Redecorates
13. ゲストハウス - To The Guesthouse
14. クッキー工房 - The Cookie Factory
15. 多重人格 - Multiple Personality
16. 消えたサラ - Sarah Escapes
17. パラマウント撮影所 - Back To Paramount
18. クリスティーン登場 - Meet Christine
19. ハリウッド・ミューズ - The Muse
20. ハリウッド・ミューズ（ジャーメイン・デュプリ・リミックス） - The Muse(Remix)

- 作詞　バーニー・トーピン（「ハリウッド・ミューズ」のみ）
- 作曲　エルトン・ジョン